# Principat d'Alwa
Alwa (també Alava) fou un petit estat del Shankera-Mehwas a l'agència Rewa Khanta, Presidència de Bombai.
La seva superfície era únicament de 15,5 km², i la població no consta. El sobirà portava el títol de thakur (noble) i era un rajput del clan chauhan (chawan) que pagava tribut al Gaikowar de Baroda.